# Escudo de Cholm
El Escudo de Cholm (en alemán: Cholmschild) fue una condecoración militar alemana de la Segunda Guerra Mundial otorgada a quienes lucharon en la bolsa de Cholm entre el 21 de enero y el 5 de mayo de 1942. Fue instituido el 1 de julio de 1942 y es el más raro de los escudos de campaña alemanes con aproximadamente 5.500 destinatarios. La concesión de la condecoración cesó el 1 de abril de 1943.

## Antecedentes y diseño
En enero de 1942, el Ejército Rojo inició una serie de contraofensivas contra el Ejército alemán. En el curso de estas operaciones, la ciudad ocupada por los alemanes de Cholm fue atacada el 18 de enero de 1942. El 21 de enero la ciudad fue rodeada y aislada, lo que condujo a la creación de la bolsa de Cholm. Liderados por el generalleutnant Theodor Scherer, un grupo mixto de personal de la Wehrmacht, la Luftwaffe y la policía fueron abastecidos por aire hasta que fueron relevados el 5 de mayo de 1942.
Después de la ayuda en Cholm, el Polizei-Rottwachtmeister Schlimmer hizo un diseño para un escudo conmemorativo y fue enviado a Adolf Hitler para su aprobación. El profesor Richard Klein hizo algunos cambios menores en el diseño.
La condecoración presenta el contorno de un escudo con una gran águila de "alas abiertas" estilo Wehrmacht agarrando una Cruz de Hierro con una esvástica en el centro. Debajo de esto, está escrito CHOLM en letras mayúsculas y la fecha 1942. En 1957, el Escudo de Cholm fue desnazificado (la esvástica fue eliminada) para permitir que los condecorados usasen el escudo en su uniforme.
Todos los escudos eran de metal estampado lavado en plata. Se adjuntó una placa de respaldo al escudo con varias puntas y se fijó a un trozo de tela de color.

## Criterios
Para recibir el escudo, el personal militar tuvo que:
- Haber servido honorablemente dentro de la bolsa de Cholm entre las fechas especificadas; o
- Haber volado y aterrizado en el aeródromo dentro del bolsillo para operaciones de reabastecimiento.

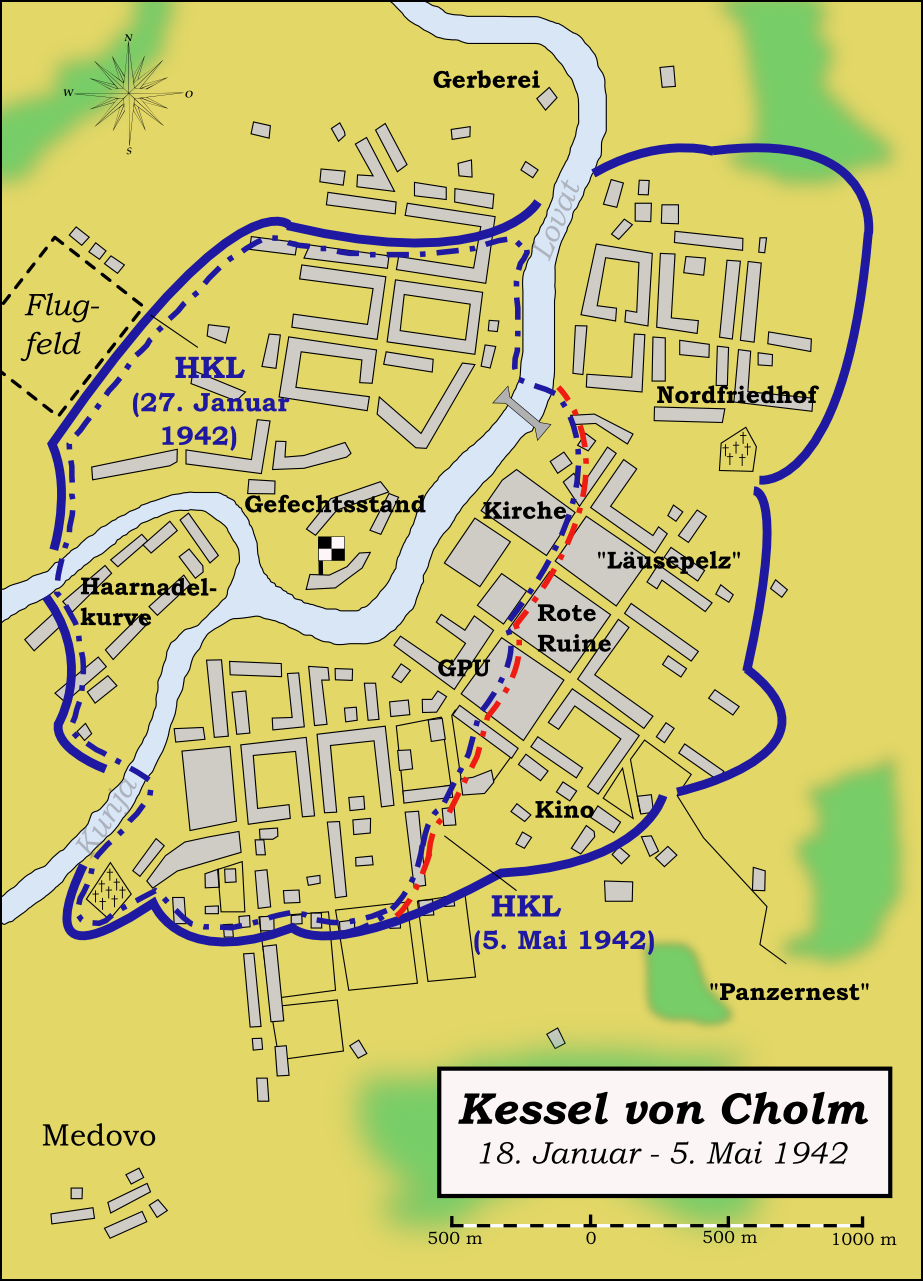
Mapa de la bolsa de Cholm (Kholm) que muestra a las tropas alemanas rodeadas.

El escudo de Cholm se usó en la manga superior izquierda del uniforme de soldados y aviadores. Para la ropa de civil, se podría usar un escudo más pequeño de aproximadamente 16 mm de ancho con una aguja en la solapa izquierda. Los soldados con múltiples escudos de campaña (por ejemplo el escudo de Crimea o de Narvik) colocarían el escudo uno encima del otro separados por medio cm. Los que tuvieran tres escudos de campaña, colocarían el de Narvik primero, luego el de Cholm y después el de Crimea, uno debajo del otro.